# John Toshack
John Benjamin Toshack (Cardiff, 22. ožujka 1949.) je velški trener i bivši nogometaš. U svojoj trenerskoj karijeri trenirao je mnoge velike klubove kao što su Real Madrid (dva puta), Sporting Lisabon i Bešiktaš. Među veće trenerske uspjehe spada i Swansea City kada je u razdoblju od četiri sezone uspio dovesti klub iz četvrte u prvu ligu.
U igračkoj karijeri, Toshack je tijekom 1970-ih igrao za Liverpool gdje je s Kevinom Keeganom činio napadački tandem.

## Karijera

### Igračka karijera

#### Cardiff City
Toshack je rođen 1949. u glavnom velškom gradu Cardiffu od oca Škota i majke Velšanke. U rodnom gradu je započeo nogometnu karijeru u Cardiff Cityju za koji je potpisao u dobi sa 16 godina. Tamo je postao najmlađi igrač koji je zaigrao u prvenstvenoj utakmici protiv Leyton Orienta 13. studenog 1965. Toshack je u svom debiju zabio i pogodak a Cardiff je pobijedio s 3:1. Igrač je tada imao 16 godina i 236 dana a njegov rekord je srušio Aaron Ramsey 2007. nakon 41. godine. Toshack se izborio za mjesto u prvoj momčadi a svoj prvi hat-trick je postigao u siječnju 1968. u visokoj 8:0 pobjedi protiv Ebbw Valea u velškom kupu. Igrač je tada s Brianom Clarkom činio jedan od najučinkovitijih napadačkih tandema u Cradiffovoj klupskoj povijesti.

#### Liverpool
Nakon pet godina igranja za Cardiff City, Toshack je 11. studenog 1970. potpisao za Liverpool. Igrač je već tada nastupao za velšku reprezentaciju a klub je za njega platio 110.000 GBP. Toshack je za novi klub debitirao već za tri dana u prvenstvenoj utakmici protiv Coventry Cityja na Anfield Roadu. Svoj prvi pogodak za Liverpool, igrač je postigao u gradskom derbiju protiv Evertona. Redsi su taj dvoboj dobili s 2:0 a Toshack je zabio drugi gol u 76. minuti.
1971. u Liverpool je došao Kevin Keegan. On je s Toshackom činio odličan napadački tandem u momčadi. Međusobno su bili toliko dobri da ih je nogometni magazin Shoot usporedio kao Batmana i Robina te ih fotomontažom prikazao odjevene u odjeću kao ta dva strip junaka.
Do vremena kada je Keegan otišao u njemački HSV, igrač je postigao točno 100 golova za Liverpool, a velik dio je nastao uz Toshackovu suradnju i brojne asistencije. S druge strane, Toshack je tijekom svoje igračke karijere u Liverpoolu zabio 96 pogodaka te je s klubom osvojio velik broj trofeja - englesko prvenstvo (1973., 1976., 1977.), FA kup (1974.) te Kup UEFA (1973. i 1976.).
Zbog velikog doprinosa klubu kao igrač, Toshack i danas uživa veliki ugled među Liverpoolovim navijačima. Tisuće navijača kluba diljem svijeta je na Liverpoolovim web stranicama glasalo je o sto najznačajnijih igrača koji su nastupali za klub. John Toshack je tada svrtan na 34. mjesto.
Nakon osam godina igranja za Liverpool, Toshack se vratio u Wales gdje je 1978. prešao u Swansea City u kojem je prekinuo igračku karijeru 1984.

### Reprezentativna karijera
Toshack je najprije nastupio za velšku U23 reprezentaciju u četiri susreta dok je za seniorsku momčad odigrao 40 utakmica te je pri tome postigao 13 pogodaka. Najznačajniji je bio hat-trick protiv Škotske 1979. godine na turniru British Home Championship.

### Trenerska karijera

#### Swansea City
Toshack je tijekom karijere imao mnogo ozljeda te je zbog toga 1978. napustio Liverpool i prešao u Swansea City kao igrač-trener. Ubrzo je postao uspješan te je uspio klub kroz četiri sezone dovesti iz četvrte u prvu ligu. Jedna od značajnijih pobjeda kluba u to vrijeme bila je ona od 5:1 protiv Leeds Uniteda.

#### Kontinentalna Europa
1984. Toshack se igrački umirovljuje te odlazi u Sporting Lisabon koji je trenirao svega jednu sezonu. Međutim, Toshack je veliki trenerski uspjeh ostvario u Španjolskoj gdje je vodio Real Sociedad (tri puta), Real Madrid (dva puta) te Deportivo La Coruñu i Murciju. Od ostalih klubova u svojoj menadžerskoj biografiji tu su još Bešiktaš, Saint-Étienne i Catania.
Nakon što je Kenny Dalglish 1991. iznenadno dao ostavku na mjesto trenera Liverpoola, mediji su špekulirali o Toshackovom dolasku što se u konačnici nije ostvarilo.

#### Velška i makedonska reprezentacija
Toshack je prvi puta imenovan velškim izbornikom 1994. ali je kao selektor vodio Wales svega 41 dan te je dao ostavku nakon 3:1 poraza od Norveške. Drugi puta je imenovan za izbornika Walesa u studenom 2004. te je na toj poziciji ostao do 5. rujna 2010. kada je dao vlastitu ostavku nakon gostujućeg poraza od Crne Gore (1:0) u sklopu kvalifikacija za EURO 2012.
John Toshack je imenovan izbornikom Makedonije 7. kolovoza 2011. Nakon što je Makedonski nogometni savez poništio Toschakov ugovor s nacionalnom reprezentacijom 13. kolovoza 2012., izbornik je napustio zemlju.

#### Khazar Lankaran
8. ožujka 2013. objavljena je vijest da će John Toshack preuzeti azerski klub Khazar Lankaran. Velški stručnjak je debitirao na klupi novog kluba u domaćem remiju protiv AZAL-a dok je na sljedećoj utakmici protiv Kəpəza ostvario prvu pobjedu (2:1).
S klubom je iste godine osvojio azerski Superkup pobijedivši u finalu Neftçi Baku čime je osvojio novi trofej nakon 1998. i turskog kupa s Bešiktašem. Ostavku na mjesto trenera podnio je 22. studenog 2013. zbog loših rezultata odnosno zbog svega 14 osvojenih bodova u 14 prvenstvenih kola, ostavivši pritom klub na osmom mjestu na tablici.

#### Wydad Casablanca
20. lipnja 2014. velški stručnjak je potpisao za marokansku Wydad Casablancu. Dana 16. rujna 2016.godine, nakon teškog poraza od Zamaleka u prvoj utakmici polufinala Afričke Lige prvaka, Toshack i Wydad Casablanca su sporazumno raskinuli ugovor.

## Privatni život
Zbog doprinosa nogometu Johnu Toshacku je dodijeljen orden Reda Britanskog Carstva dok je 1981. pobijedio u BBC-jevom izboru za velšku sportsku osobu godine. Također, John Toshack je radio i kao nogometni komentator na irskoj televiziji TV3.

## Osvojeni trofeji

### Igrački trofeji
| Klub         | Trofej             | Sezona / godina |
| Wales        | Wales              | Wales           |
| ------------ | ------------------ | --------------- |
| Cardiff City | Velški kup         | 1967.           |
| Cardiff City | Velški kup         | 1968.           |
| Cardiff City | Velški kup         | 1969.           |
| Engleska     |                    |                 |
| Liverpool    | englesko prvenstvo | 1972./73.       |
| Liverpool    | englesko prvenstvo | 1975./76.       |
| Liverpool    | englesko prvenstvo | 1976./77.       |
| Liverpool    | FA kup             | 1974.           |
| Liverpool    | Charity Shield     | 1976.           |
| Liverpool    | Europski kup       | 1976./77.       |
| Liverpool    | Kup UEFA           | 1972./73.       |
| Liverpool    | Kup UEFA           | 1975./76.       |
| Liverpool    | Superkup Europe    | 1977.           |
| Wales        |                    |                 |
| Swansea City | Velški kup         | 1981.           |
| Swansea City | Velški kup         | 1982.           |
| Swansea City | Velški kup         | 1983.           |

### Trenerski trofeji
| Klub                | Trofej              | Sezona (godina) |
| Španjolska          | Španjolska          | Španjolska      |
| ------------------- | ------------------- | --------------- |
| Real Sociedad       | Copa del Rey        | 1987.           |
| Real Madrid         | La Liga             | 1989./90.       |
| Deportivo La Coruña | Supercopa de España | 1995.           |
| Turska              |                     |                 |
| Bešiktaš            | Turski kup          | 1998.           |
| Azerbajdžan         |                     |                 |
| Khazar Lankaran     | Azerski Superkup    | 2013.           |

## Vanjske poveznice
- From Real Madrid to Macedonia?  Arhivirana inačica izvorne stranice od 26. listopada 2012. (Wayback Machine)